# Brownie (Mythologie)
Ein Brownie [ˈbɹaʊnɪ], auch brounie oder urisk in Scots, schottisch-gälisch brùnaidh, ùruisg oder gruagach, ist ursprünglich eine Gestalt im Haushalt in der englischen und schottischen Folklore. Brownies sind besonders populär im Norden und bezeichnen dort eine Art von kleinen Feen. Sie sind mit den deutschen Heinzelmännchen und dem Tomte in Skandinavien vergleichbar. Sie leben mit den Menschen in Harmonie. Bittet man sie, einen Dienst zu tun, so erledigen sie diesen. Bezahlen darf man sie für ihre Dienste nicht, sonst verschwinden sie für immer. Für ihre Dienste lassen sie sich gerne mit Süßigkeiten belohnen, nehmen aber alternativ auch eine Schüssel Milch an. Wer die Hausgeister, die ihren Namen ihrer braunen Kleidung wegen tragen, beleidigt, wird bestraft: Die Kleinen rächen sich erbittert an ihren Peinigern.

## Aussehen und Verhalten
Der Brownie ähnelt einem Wicht oder Kobold. Er wird beschrieben als Person von kleiner Statur mit einem runzeligen Gesicht. Er trägt kurzes, lockiges braunes Haar und einen braunen Mantel mit Kapuze.
Brownies leben in den Häusern und helfen bei der Hausarbeit. Sie mögen es nicht, gesehen zu werden und arbeiten nur nachts für kleine Geschenke oder Essen. Sie lieben besonders Haferbrei und Honig. Sie verlassen das Haus, wenn man die Geschenke an sie Zahlungen nennt oder wenn der Hausbesitzer sie ausnutzt. Brownies wohnen in den ungenutzten Teilen des Hauses, meist auf Speichern oder in Löchern in den Hauswänden.
Brownies sprechen selten mit Menschen, aber sie halten liebevolle Gespräche miteinander. Sie halten regelmäßig Versammlungen ab, gewöhnlich in entlegenen Gebieten und an felsigen Küsten. In manchen Distrikten im schottischen Hochland wurden diese Zusammenkünfte „Peallaidh an Spùit“ (Peallaidh und das Heraussprudeln), „Stochdail a’ Chùirt“ und „Brùnaidh an Easain“ (Brownie vom kleinen Wasserfall) genannt.

## Brownie oder Ùruisg
Jede Villa hatte ihren ùruisg, weshalb man in der Küche, nahe am Feuer, einen unbesetzten Stuhl für ihn stehen hatte. In einem Haus am Ufer des River Tay wurde sogar bis zu Beginn des 20. Jahrhunderts behauptet, dass es von einem solchen Geist heimgesucht wurde, und ein Zimmer wurde jahrhundertelang „Seòmar Bhrùnaidh“ (Brownies Zimmer) genannt.
1703 schrieb John Brand, ein Pastor der schottischen Kirche, in seiner Beschreibung von Shetland:
Noch vor 40 oder 50 Jahren hatte jede Familie einen Brownie oder „bösen Geist“ (ùruisg), so genannt, weil er ihnen diente und sie ihm ein Opfer für seine Dienstleistung darbringen mussten. Wenn sie Butter machten, gaben sie ihm seinen Anteil und benässten jeden Winkel des Hauses mit der Milch, gleiches taten sie, wenn sie brauten. Sie hatten einen Stein, den sie „Brownie’s stane“ (Brownies Stein) nannten. Darin befand sich ein Loch, in das sie etwas Bierwürze schütteten als Geschenk. Sie hatten auch einige Getreidebündel, die sie Brownies Bündel nannten, die nie von einem noch so starken Sturm weggeblasen wurden, obwohl sie nicht mit Strohseilen zusammengebunden oder sonst irgendwie befestigt waren.
Der Namensforscher William J. Watson stellte fest, dass jeder Strom in Breadalbane (schottische Provinz) einen „ùruisg“ (schottisch-gälisch: „ùrruisg“ „Überflutung“) besaß, deren König Peallaidh war. Peallaidhs Name ist noch in „Obair Pheallaidh“ erhalten, auf Englisch „Aberfeldy“. Es kann daher sein, dass der ùruisg mit einem Wassergeist verschmolz oder dass der ùruisg ursprünglich ein Wassergeist war, der mit dem Brownie verschmolz.
Der „ùruisg“ oder Scots „urisk“ wird als armer einsamer Wassergeist beschrieben, der die Nähe der Menschen sucht. Sein seltsames Aussehen erschreckt jedoch jeden, der sich ihm nähert.
Ein weiterer Begriff in manchen Teilen Schottlands war „Shellycoat“, dessen Ursprung unklar ist.

## Moderne Bezeichnungen nach diesem Wesen
- die Mädchen der jüngsten Altersstufe (7–11 Jahre) der englischen Pfadfinderbewegung, siehe Wölfling/Wichtel
- ein legendärer Fotoapparat von Kodak
- ein süßes Gebäck („offiziell“ Boston Brownie), das vor allem aus Schokolade besteht. Meistens wird es in kleine rechteckige Stücke (ca. 5 × 3 cm) geschnitten.
- Der Kölner Damen-Eishockeyverein Cologne Brownies, der 1998 gegründet wurde.
- Das Nintendo-Entwicklerstudio Brownie Brown, das in Japan 2000 gegründet wurde.